# Liubă

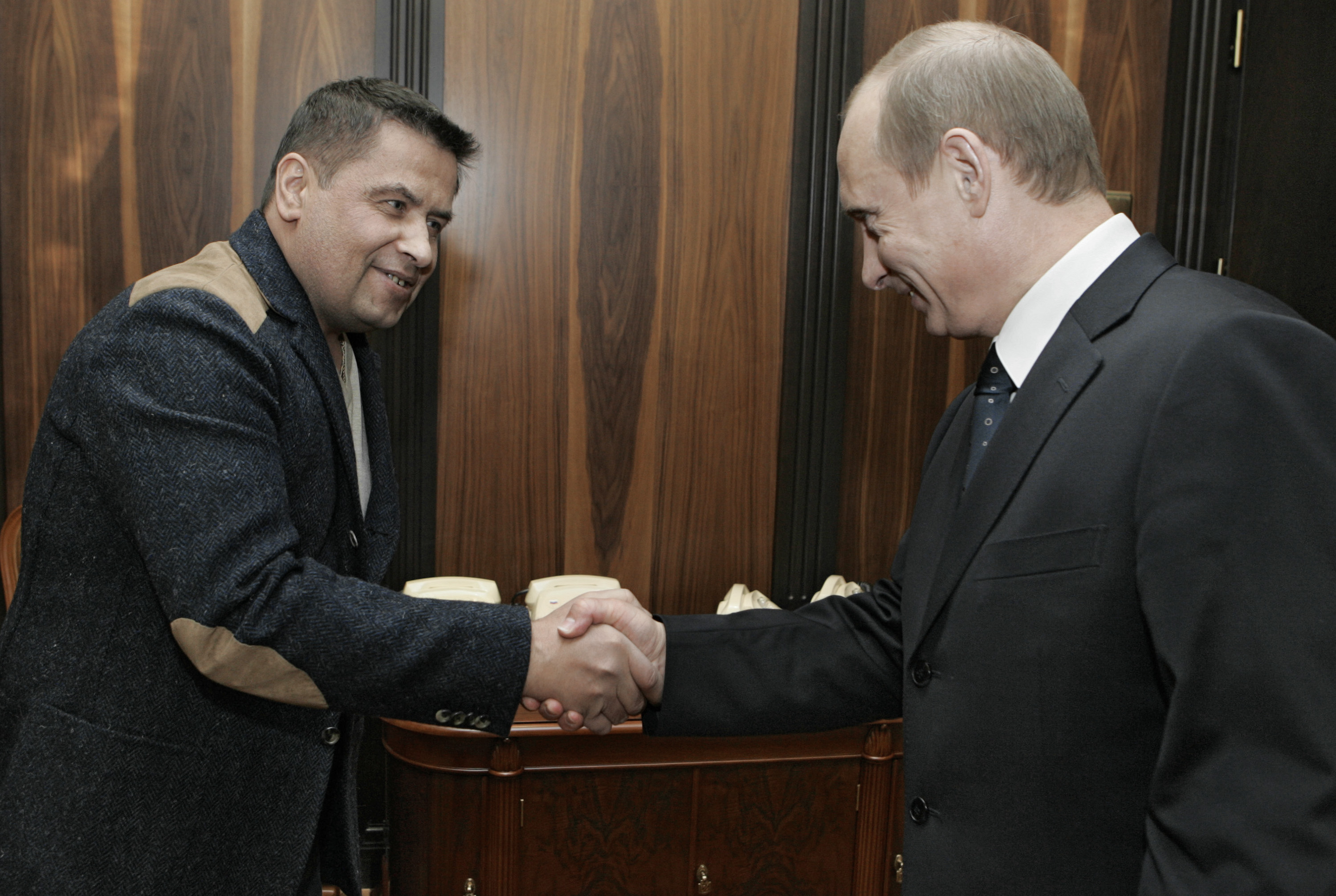
Solistul Liube Nikolai Rastorguev și președintele Rusiei, Vladimir Putin

Liube (în rusă Любэ) este o formație rusă din Liuberțî, Moscova, Rusia. Stilul muzical al trupei Liube îmbină câteva genuri, cu influențe din muzica folk rusească, rock, chanson-ul rusesc și cântecele militare sovietice. Formația a fost fondată în anul 1989 și de atunci a lansat 16 albume. Producătorul și compozitorul principal al trupei este Igor Matvienko.

## Componență

### Membri actuali
- Nikolai Rastorguev (vocal, chitară acustică și electrică, 1989-prezent)
- Aleksei Tarasov (back vocal, 1989-prezent)
- Serghei Pereguda (chitară, 1993-2002 și 2009-prezent)
- Pavel Usanov (bas, 1996-prezent)
- Vitali Loktev (clape, baian, 1990-prezent)
- Aleksandr Erohin (baterie, 1991-present)

Aproape toate câtecele au fost compuse de Igor Matvienko (muzică), Aleksandr Șaganov (versuri) și Mihail Andreev (versuri)

### Foști membri
- Rinat Bahteev (baterie, 1989)
- Aleksandr Davîdov (clape, 1989)
- Iuri Ripiah (baterie, 1990-1991)
- Aleksandr Vainberg (chitară bas, chitară, 1990-1992)
- Oleg Zenin (back vocal, 1991-1992)
- Veaceslav Tereșonok (chitară, 1989-1993)
- Serghei Grișkov (bas, 1991-1993)
- Evgheni Nasibulin (back vocal, 1991-1995)
- Aleksandr Nikolaev (bas, 1989-1996)
- Iuri Rîmanov (chitară, 1998-2008)
- Anatoli Kuleșov (back vocal, 1989-2009)
- Aleksei Hohlov (chitară, 2000-2010)

## Discografie
Albume
- Атас (Atas, slang pentru "alertă" — 1991)
- Кто сказал, что мы плохо жили..? (Kto skazal, cito mî ploho jili...?, "cine a spus că noi am trăit rău?" — 1992)
- Зона Любэ (Zona Liube — 1993)
- Комбат (Kombat, "Comandant de batalion"  — 1996)
- Собрание сочинений (Sobranie socinenii, "colecție de scrieri" — 1996)
- Песни о людях (Pesni o liudiah, "câtece despre oameni" — 1997)
- Песни из концертной программы "Песни о людях" (1998)
- Полустаночки (Polustanociki, "halte" — 2000)
- Собрание сочинений. Том 2 (Sobranie socinenii, Tom 2, "colecție de scrieri V. 2" — 2001)
- Давай за... (Davai za..., "Hai (să o facem) pentru..." — 2002)
- Юбилей. Лучшие песни (Iubilei. Lucișie Pesni, "Jubileu. Cele mai bune piese.",  — 2002)
- Ребята нашего полка (Rebiata nașego polka, "băieții din regimentul nostru" — 2004)
- Рассея (Rasseia, "Rusia" pronunțat într-o variație tipică patriotică — 2005)
- В России (V Rossii, "În Rusia" — 2007)
- Собрание сочинений. Том 3 (Sobranie socinenii. Tom 3, "colecție de scrieri V. 3" — 2008)
- Свои (Svoi, "De-ai noștri" — 2009)